# Елефсін
Елевсін, або Елефсін, або Елефсіс (грец. Ελευσίνα) — давньогрецьке і сучасне грецьке місто, столиця ному Західна Аттика. Розташоване на відстані 22 км на захід від Афін. Один з головних портів Греції.

## Давня історія
Поселення в Елевсіні існувало безупинно з епохи неоліту. У другому тисячолітті до н. е. місто було центром однієї з держав ахейців. Залишки оборонних стін, палацу, царської усипальниці та поховань знаті вказують на значимість, роль Елевсін в 16-12 століттях до н. е.
Елевсін — культовий центр Деметри і Персефони, де в 1 тис. до н. е. проводились Елевсінські містерії. Розкопками (з 1882) відкрито частину священної дороги, яка веде з Афін до Елевсіна, залишки святилищ 6 століття до н. е. — 3 століття н. е. Інші архітектурні пам'ятки і комплекси збереглися фрагментарно: некрополь з толосами і Мегарон (обидва — 15-13 століть до н. е.), святилище із залишками розташованих один під іншим телестеріонів (зал для зборів, присвячених містеріальному культу) часів Перикла та інших правителів. Основне будівництво виконане під керівництвом архітектора Іктіна. Збереглись також Малі (близько 40 до н. е.) та Великі (друга половина 2 ст. н. е.) пропілеї, давньоримські споруди: дві тріумфальні арки, храм Артеміди.
У 396 н. е. місто було зруйноване готами.

## Населення
| Рік  | Населення |
| ---- | --------- |
| 1981 | 20,320    |
| 1991 | 22,793    |
| 2001 | 25,863    |

### Персоналії
В Елевсіні близько 525 до н. е. народився давньогрецький драматург Есхіл. Серед новогрецьких елефсінців:
- Теодорос Пангалос — грецький політик, віце-прем'єр-міністр Греції.
- Стеліос Казандзидіс — грецький співак, виконавець лаїки був похований на кладовищі в Елевсіні.
- Орестіс Ласкос — грецький кінорежисер.
- Вангеліс Ліапіс — науковець і фольклорист.
- Іоанніс Калтзакіс — грецький футболіст.